# درفشه (مقاطعة فومن)
درفشه (بالفارسية: درفشه) هي قرية تقع في غيلان في إيران. يقدر عدد سكانها بـ 121 نسمة بحسب إحصاء 2016.